# Hiéroglyphe égyptien M43
La vigne en treille, en hiéroglyphes égyptiens, est classifiée dans la  section M « Arbres et plantes » de la liste de Gardiner ; cet hiéroglyphe y est noté M43.

## Représentation

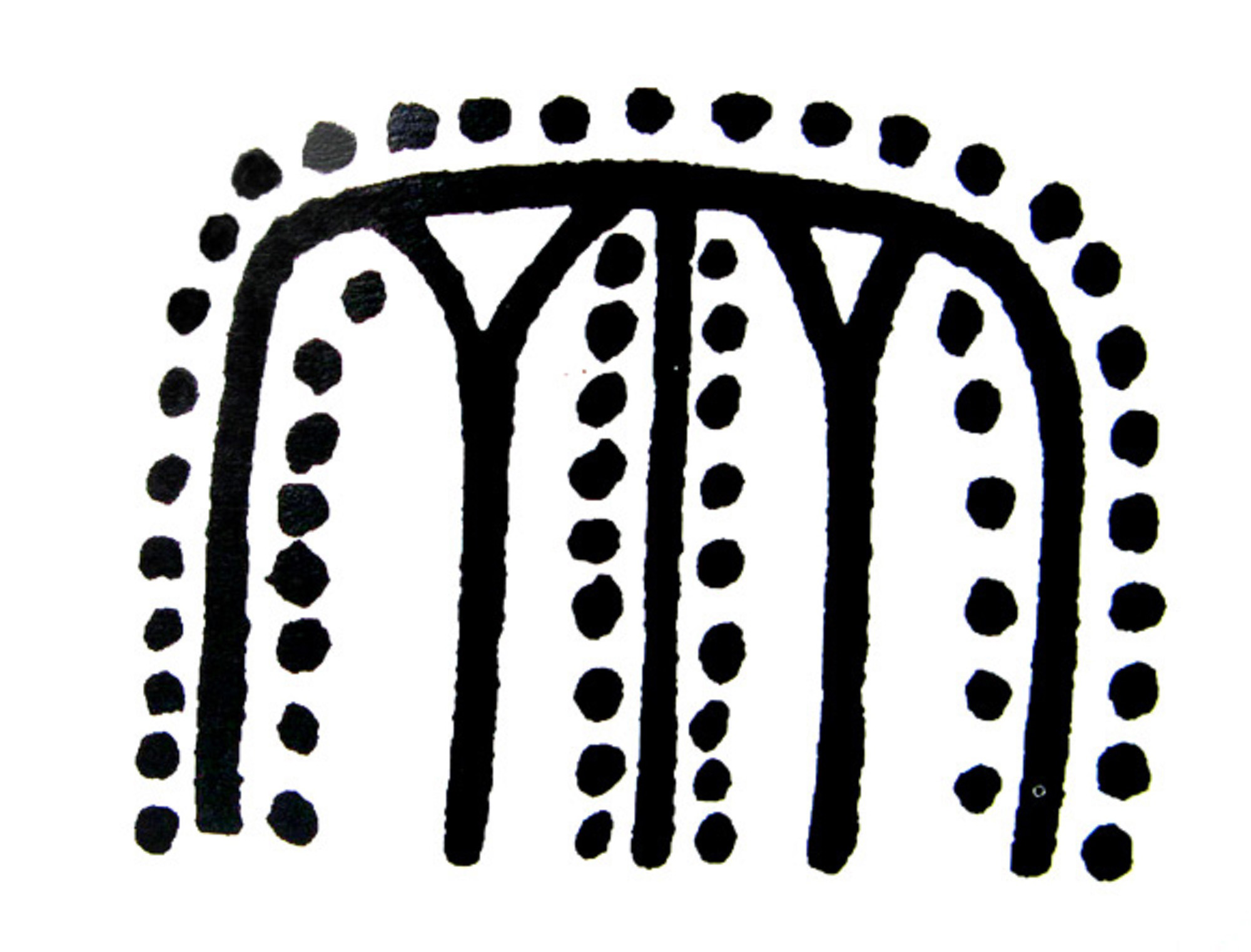
Proto-hiéroglyphe M43 ; Nouveau Larousse illustré (1897-1904)

Il représente un plant de vigne (Vitis vinifera) en pot (?) supporté par un hautain de deux fourche de support entre lesquelles pend trois grappe stylisées. l'hiéroglyphe apparait vers -2700.

## Utilisation
| i | A | r · r · t | M43 |

| i | A | r · r · t | M43 |

C'est un idéogramme (parfois) ou déterminatif des termes du champ lexical de la vigne ou désignant un fruit.
| M43A |

| M43A |

M43 semble avoir très probablement inspiré l'alphabet protosinaïtique pour le caractère d'où dérive la lettre O de l'alphabet latin.

## Exemples de mots
| i | r · p | M43 |

| i | r · p | M43 |

| M43 | i | i |

| M43 | i | i |

| d | A | b | M43 | N33 · Z2 |

| d | A | b | M43 | N33 · Z2 |